# Назустріч пітьмі
«Назустріч пітьмі» (англ. Into the Dark) — американський телесеріал-антологія жахів, створений для Hulu, де кожна окрема епізодична частина базується на іншому святі. Прем'єра першого сезону відбулася 5 жовтня 2018 року і складається з дванадцяти повнометражних епізодів телевізійних фільмів.
Телесеріал було продовжено на другий сезон, прем’єра якого відбулася 4 жовтня 2019 року і також складається з дванадцяти епізодів.
Виробництвом серіалу займається телевізійна філія Blumhouse Productions, а засновник Джейсон Блам є виконавчим продюсером кожного епізоду. Кожен епізод має свій власний акторський склад і режисера, а режисери, зокрема Патрік Люсьє, Начо Вігалондо, Софія Такал, Даніель Стемм, Джеймс Родей і Джіджі Саул Герреро, беруть участь у частинах.
«Назустріч пітьмі» було замовлено в січні 2018 року та викликало позитивну реакцію критиків після прем’єри. У кожному епізоді знімалися різні актори, зокрема: Том Бейтман, Дермот Малруні, Діана Сільверс, Ньяша Хатенді, Сьюкі Вотергаус, Метт Лауріа, Джиммі Сімпсон, Кір О'Доннелл, Ізраель Бруссар, Аврора Перріно, Клейн Кроуфорд, Марта Гігареда, Корі Фогельманіс, Джуд Деморест, Джахкара Сміт, Аделаїда Кейн, Рейн Едвардс, Брітт Барон, Джорджія Віґем, Феліція Дей, Тіна Мажоріно, Джуді Грір, Джозефін Ленґфорд, Джессіка Мак-Немі, Баррі Вотсон, Дана Дрорі та Мегалін Ечікунвоке.
Після 2 сезону Blumhouse продовжив подібну концепцію серіалу, хоча й для Amazon Prime Video замість Hulu, у формі антології Welcome to the Blumhouse.

## Сюжет
Тема кожного епізоду натхненна святом місяця випуску.

## Список сезонів
| Сезон | Епізоди | Епізоди | Оригінальний випуск | Оригінальний випуск |
| Сезон | Епізоди | Епізоди | Перший випуск       | Останній випуск     |
| ----- | ------- | ------- | ------------------- | ------------------- |
| 1     | 12      | 12      | 5 жовтня 2018       | 6 вересня 2019      |
| 2     | 12      | 12      | 4 жовтня 2019       | 16 березня 2021     |

## Виробництво
9 січня 2018 року було оголошено, що Hulu замовила перший сезон з дванадцяти епізодів. Кожен епізод планувалося випустити з інтервалом в один місяць, починаючи з жовтня 2018 року. Очікувалося, що перші дванадцять епізодів серіалу будуть як окремі історії, хоча якийсь наративний або структурний прийом мав би їх з’єднати.
2 травня 2018 року було оголошено, що серіал отримав назву Назустріч пітьмі і прем'єра відбудеться 5 жовтня 2018 року. Девіс і Фішер були оголошені продюсерами, а Алекса Фейген — виконавчим продюсером.  В жовтні 2018 року художник-постановник Сесіл Гентрі розповів в інтерв’ю Dead Entertainment, що він працює над десятьма з дванадцяти епізодів серіалу.
У серпні 2019 року Назустріч пітьмі було продовжено на другий сезон. Hulu замовив ще дев’ять епізодів на додаток до п’ятнадцяти вже замовлених, довівши загальну кількість до 24 епізодів. Олександр Кене та Лорен Дауні були оголошені співавторами та виконавчими продюсерами. Прем’єра другого сезону з дванадцяти серій відбулася 4 жовтня 2019 року, і спочатку планувалося, що він триватиме до вересня 2020 року після того, як перший сезон завершився у вересні 2019 року. Випуск серій у серпні та вересні 2020 року було призупинено через COVID-19; вони були зняті до листопада 2020 року, а прем’єра відбулася в лютому та березні 2021 року.